# The Kiss in the Tunnel
The Kiss in the Tunnel és una pel·lícula muda del 1899 filmada per George Albert Smith (1864–1959) que representa una escena amorosa: durant l'entrada d'un tren en un túnel, una parella aprofita el moment de foscor per fer-se petons dins del compartiment del vagó. Es considera la primera pel·lícula en què es realitza un muntatge d'escenes per donar continuïtat a la història explicada.

## Argument
La pel·lícula comença quan veiem que de la boca d'un túnel en surt un tren, per a després, mitjançant un tràveling, veure amb la perspectiva del conductor com una altra màquina entra al mateix túnel. Tot seguint, veiem dins un compartiment d'un vagó del tren una parella (els actors són el mateix director i la seva dona) disposada en seients oposats, ell fumant i llegint un diari, ella llegint un llibre. Després de dir-se alguna cosa, ell s'aixeca i, aprofitant que estan dins del túnel, li fa algunes carícies i després petons. En un cert moment, l'home, per besar-la, ha deixat el seu barret al seient i quan s'asseu l'aixafa. A partir d'aquell moment, tots dos tornen a seure formalment i llegir. A continuació, a la darrera seqüència, veiem com el tren surt del túnel.

## Anàlisi
L'argument és senzill i aprofita dos dels temes més populars de les pel·lícules del moment: pel·lícules en les quals l'espectador tenia l'oportunitat de veure una parella fent-se un petó, fins i tot en primer pla i pel·lícules en què s'explota aquell efecte que s'anomenà phantom rider, consistent a col·locar una càmera portàtil dins un tren en moviment, tot posant l'espectador en la posició d'un passatger del tren.
En el seu moment aquesta pel·lícula va constituir una gran novetat, ja que a diferència de les pel·lícules del moment, filmades en un únic pla seqüència és el primer cop que hi ha un muntatge posterior de tres seqüències: l'entrada del tren al túnel, l'escena dels petons i la sortida del túnel. La història s'articula al voltant d'aquests tres plans: el primer és el plantejament, el segon és el nus i el tercer, el desenllaç.
La pel·lícula està formada per tres seqüències muntades: en la primera, es filma l'entrada d'un tren a la boca d'un túnel a través d'un tràveling frontal subjectiu. Amb els tràvelings s'intenta trencar la rigidesa de l'enquadrament. L'originalitat del director consisteix a col·locar la càmera de manera que com a espectadors prenem el punt de vista del conductor i no pas dels passatgers, obtenint un efecte de tràveling. La segona seqüència és un pla general fix en què es desenvolupa l'acció del petó. L'escena esta filmada sense realisme i el decorat és una paret pintada i no es respecta ni el ràcord de la llum, ni el del temps, ni el del moviment. Aquest pla general intermedi queda d'aquesta manera descontextualitzat de les altres dues escenes filmades en exteriors. La tercera seqüència està filmada és de nou un tràveling frontal subjectiu cap a la sortida del túnel.

## Seqüeles
L'èxit d'aquesta pel·lícula va generar diverses seqüeles en poc temps com The Kiss in the Tunnel (1899, de James Banforth), Love in a Railroad Train (1902, de S. Lubin) o What Happened in the Tunnel (1903 d'Edwin S. Porter).